# Jimer Fory
Jimer Esteban Fory Mejía (Villa Rica, Cauca, 24 de mayo de 2002) es un futbolista colombiano que juega como defensa o  centrocampista en el Portland Timbers de la Major League Soccer de Estados Unidos.

## Clubes
| Club                   | País           | Temporadas    |
| ---------------------- | -------------- | ------------- |
| Atlético Nacional      | Colombia       | 2020-2022     |
| Deportivo Pereira      | Colombia       | 2022-2023     |
| Independiente Medellin | Colombia       | 2024-2025     |
| Portland Timbers       | Estados Unidos | 2025-presente |

## Palmarés

### Torneos nacionales
| Título              | Club              | País     | Temporada |
| ------------------- | ----------------- | -------- | --------- |
| Copa Colombia       | Atlético Nacional | Colombia | 2021      |
| Categoría Primera A | Atlético Nacional | Colombia | 2022-I    |
| Categoría Primera A | Deportivo Pereira | Colombia | 2022-II   |